# Abdullo Tangriyev
Abdullo Tangriyev (28 de marzo de 1981) es un deportista uzbeko que compitió en judo.
Participó en cuatro Juegos Olímpicos, entre los años 2000 y 2016, obteniendo una medalla de plata en Pekín 2008, en la categoría de +100 kg.  En los Juegos Asiáticos consiguió cuatro medallas entre los años 2002 y 2014.
Ganó cuatro medallas en el Campeonato Mundial de Judo entre los años 2003 y 2011, y ocho medallas en el Campeonato Asiático de Judo entre los años 2003 y 2016.
Fue el abanderado de Uzbekistán en la ceremonia de apertura de los Juegos de Atenas 2004.

## Palmarés internacional
| Juegos Olímpicos    | Juegos Olímpicos        | Juegos Olímpicos  | Juegos Olímpicos |
| Año                 | Lugar                   | Medalla           | Categoría        |
| ------------------- | ----------------------- | ----------------- | ---------------- |
| 2008                | Pekín (China)           | Medalla de plata  | +100 kg          |
| Campeonato Mundial  |                         |                   |                  |
| Año                 | Lugar                   | Medalla           | Categoría        |
| 2003                | Osaka (Japón)           | Medalla de bronce | Abierta          |
| 2007                | Río de Janeiro (Brasil) | Medalla de bronce | Abierta          |
| 2009                | Róterdam (Países Bajos) | Medalla de bronce | +100 kg          |
| 2011                | Tiumén (Rusia)          | Medalla de oro    | Abierta          |
| Juegos Asiáticos    |                         |                   |                  |
| Año                 | Lugar                   | Medalla           | Categoría        |
| 2002                | Busan (Corea del Sur)   | Medalla de plata  | Abierta          |
| 2006                | Doha (Catar)            | Medalla de bronce | +100 kg          |
| 2010                | Cantón (China)          | Medalla de plata  | +100 kg          |
| 2014                | Incheon (Corea del Sur) | Medalla de bronce | +100 kg          |
| Campeonato Asiático |                         |                   |                  |
| Año                 | Lugar                   | Medalla           | Categoría        |
| 2003                | Jeju (Corea del Sur)    | Medalla de oro    | +100 kg          |
| 2004                | Almaty (Kazajistán)     | Medalla de bronce | +100 kg          |
| 2005                | Taskent (Uzbekistán)    | Medalla de oro    | Abierta          |
| 2007                | Kuwait (Kuwait)         | Medalla de oro    | +100 kg          |
| 2008                | Jeju (Corea del Sur)    | Medalla de oro    | +100 kg          |
| 2011                | Abu Dabi (EAU)          | Medalla de oro    | +100 kg          |
| 2015                | Kuwait (Kuwait)         | Medalla de oro    | +100 kg          |
| 2016                | Taskent (Uzbekistán)    | Medalla de plata  | +100 kg          |